# Liste des cérémonies des Africa Movie Academy Awards
Cette liste comptabiliser la liste des cérémonies des Africa Movie Academy Awards, y compris la date de la cérémonie, l'hôte de la cérémonie et le lauréat du prix du meilleur film.

## Lieux de nomination
| Année | Lieu de mise en candidature             | Président du jury      |
| ----- | --------------------------------------- | ---------------------- |
| 2005  |                                         |                        |
| 2006  |                                         |                        |
| 2007  |                                         |                        |
| 2008  | Johannesbourg, Afrique du Sud           |                        |
| 2009  | FESPACO, Burkina Faso                   |                        |
| 2010  | Accra, Ghana                            |                        |
| 2011  | Nairobi, Kenya                          |                        |
| 2012  | Banjul, Gambie                          | Asantewa Olatunji ,    |
| 2013  | Lilongwe, Malawi                        | Juin Givanni           |
| 2014  | Johannesbourg, Afrique du Sud           | Steve Ayorinde         |
| 2015  | Los Angeles, États-Unis                 | Keith Shiri            |
| 2016  | Lagos, Nigéria                          | Shaibu Husseini        |
| 2017  | Kigali, Rwanda                          | Berni Goldblat         |
| 2018  | Hôtel Wheatbaker, Lagos, Nigéria        | Dorothée Wenner        |
| 2019  | Lagos, Nigéria                          | Asantewa Olatunji      |
| 2020  | En ligne                                |                        |
| 2021  | Ebony Life Place, Victoria Island Lagos | Steve Oluseyi Ayorinde |

## Cérémonies
| Cérémonie | Lieu                                                                      | Date de la cérémonie | Hôtes                                                           | Meilleur film               | Meilleur film        | Meilleur film  |
| Cérémonie | Lieu                                                                      | Date de la cérémonie | Hôtes                                                           | Titre                       | Réalisateur          | Pays           |
| --------- | ------------------------------------------------------------------------- | -------------------- | --------------------------------------------------------------- | --------------------------- | -------------------- | -------------- |
| 1re       | Centre culturel de Gloryland, État de Bayelsa                             | 30 mai 2005          | Stella Damasus-Aboderin, Segun Arinze                           | The Mayors,                 | Dickson Iroegbu      | Nigeria        |
| 2e        | Centre culturel de Gloryland, Etat de Bayelsa                             | 29 avril 2006        | Frank Edoh, Chinyelu Anyiam-Osigwe                              | Rising Moon                 | Andy Nwakalor        | Nigeria        |
| 3e        | Centre culturel de Gloryland, État de Bayelsa                             | 10 mars 2007         | Richard Mofe-Damijo, Thami Ngubeni                              | Sitanda                     | Izu Ojukwu           | Nigeria        |
| 4e        | Transcorp Hilton Hotels, Abuja, Nigeria                                   | 26 avril 2008        | Osita Iheme & Chinedu Ikedieze, Stephanie Okereke & Ramsey Noah | Run Baby Run                | Emmanuel Apea        | Ghana          |
| 5e        | Centre culturel de Gloryland, État de Bayelsa                             | 4 avril 2009         | Kate Henshaw-Nuttal, Julius Agwu                                | From a Whisper              | Wanuri Kahiu         | Kenya          |
| 6e        | Centre culturel de Gloryland, État de Bayelsa                             | 10 avril 2010        | Rita Dominic, Basorge Tariah                                    | Araromire                   | Kunle Afolayan       | Nigeria        |
| 7e        | Centre culturel de Gloryland, État de Bayelsa                             | 27 mars 2011         | Nse Ikpe Etim & Jim Iyke                                        | Viva Riva !                 | Djo Tunda wa Munga   | RD Congo       |
| 8e        | Expo Centre, Eko Hotel and Suites, Lagos, Nigeria                         | Avril 2012           | Jimmy Jean-Louis, OC Ukeje                                      | Comment voler 2 millions    | Charlie Vundla       | Afrique du Sud |
| 9e        | Centre culturel de Gloryland, État de Bayelsa                             | Avril 2013,          | Ama K. Abebrese, Dakore Akande & Ayo Makun                      | Confusion Na Wa             | Kenneth Gyang        | Nigeria        |
| 10e       | Gabriel Okara Cultural Centre, Yenagoa, État de Bayelsa                   | 24 mai 2014,         | Segun Arinze, Lloyd Nathaniel and Naa Ashorkor.                 | Of Good Report              | Jahmil X.T. Qubeka   | Afrique du Sud |
| 11e       | Centre de congrès international Boardwalk, Port Elizabeth, Afrique du Sud | 26 septembre 2015    | Camille Winbush et Omotola Jalade                               | Timbuktu                    | Abderrahmane Sissako | Mauritanie     |
| 12e       | Obi Wali International Conférence Centre, Port Harcourt, Nigeria          | 11 juin 2016         | Mike Ezuruonye et Kgopedi Lilokoe                               | L'oeil du cyclone           | Sékou Traoré         | Burkina Faso   |
| 13e       | Eko Hotel and Suites, Lagos, Nigeria                                      | 15 juillet 2017      | Nse Ikpe Etim                                                   | Félicité                    | Alain Gomis          | Sénégal        |
| 14e       | Intare Conference Arena, Kigali, Rwanda                                   | 3 août 2018          | Nse Ikpe Etim & Arthur Nkusi                                    | Cinq Doigts pour Marseille  | Michael Matthews     | Afrique du Sud |
| 15e       | Centre d'événements emblématique, Lagos, Nigeria                          | 27 octobre 2019      | Kemi Lala Akindoju, Lorenzo Menakaya, Funnybone                 | La Miséricorde de la jungle | Joël Karekezi        | Rwanda         |
| 16e       | En ligne                                                                  | 20 décembre 2020     | Lorenzo Menakaya                                                | The Milkmaid (film)         | Desmond Ovbiagele    | Nigeria        |
| 17e       | Hôtel Marriott, Lagos Nigeria                                             | 28 novembre 2021     |                                                                 | La Femme du fossoyeur       | Khadar Ayderus Ahmed | Somalie        |